# 蔡尚樺
蔡尚樺（1989年6月7日—），國立台灣大學商學研究所碩士，新創集資公司貝殼放大創意長，曾任華視新聞和東森財經新聞台主播與T1聯盟策略行銷長。2019年2月起和曾國城主持東森綜合台《全民星攻略》節目，並於2020年獲得第55屆金鐘獎益智及實境節目主持人獎。

## 學歷
- 臺中女中
- 國立政治大學法律系、經濟系 （曾與黃豪平是同學）
- 國立臺灣大學商學研究所碩士

## 經歷
- 華視新聞主播大賽20強入選者
- 華碩電腦儲備幹部
- AIESEC
- 華視新聞資訊台主播、記者、氣象主播、主持人（2014年－2017年1月）。[1]
- 東森財經新聞台《東森財經晚報》當家主播、主持人（2017年2月－2018年8月）。[2]
- T1聯盟策略行銷長[3]（2022年～2023年）
- 王品30週年尾牙主持人（2023.12.14）

## 主持作品

### 電視節目
| 年 份                        | 播出頻道                | 節目名稱         | 性 質                             | 備 註       |
| 2014年－2017年1月            | 華視新聞資訊台          | 《華視整點新聞》 | 主播                              |             |
| 2014年－2017年1月            | 華視新聞資訊台          | 《華視生活氣象》 | 氣象主播                          |             |
| 2015年3月9日－2017年1月12日  | 華視主頻/華視新聞資訊台 | 《華視新聞廣場》 | 主持人                            | 搭檔/蘇逸洪 |
| 2017年2月－2018年8月         | 東森財經新聞台          | 《東森財經晚報》 | 當家主播 財經新聞                 |             |
| 2018年7月－2018年9月8日      | 東森財經新聞台          | 《57健康同學會》 | 主持人 討論健康相關話題           | 搭檔隋安德  |
| 2019年2月18日－              | 東森綜合台              | 《全民星攻略》   | 主持人兼研究員 負責解說題目與答案 | 搭檔曾國城  |
| 2019年                       | 鏡週刊                  | 《鏡相人間》     | 主持人 專訪主題人物               |             |
| 2019年                       | 風傳媒                  | 《下班經濟學》   | 主持人 專訪財經議題               | 搭檔謝哲青  |
| 2020年9月27日－2022年4月10日 | 台視主頻/三立都會台     | 《全明星運動會》 | 主播 擔任賽事即時轉播與採訪       | 搭檔徐展元  |
| 2025年8月17日－              | 台視主頻                | 《最強的身體》   | 主播 擔任賽事即時轉播與採訪       | 搭檔徐展元  |

### 綜藝節目來賓
- 2022年：《綜藝3國智》
- 2022年：《天才衝衝衝》

### 頒獎典禮

#### 金鐘獎
| 年份 | 節目                         | 頻道             | 備註       |
| ---- | ---------------------------- | ---------------- | ---------- |
| 2021 | 《第56屆電視金鐘獎星光大道》 | 三立都會台、公視 | 搭檔黃豪平 |

## 演出作品

### 電視劇
| 年份   | 頻道              | 劇名           | 角色         |
| 2022年 | 華視              | 《婚姻結業式》 | 和風高中同學 |
| 2022年 | Disney+、bilibili | 《正義的算法》 | 主持人       |

## 獎項紀錄
| 年份   | 獲提名           | 獎項                                | 結果 |
| ------ | ---------------- | ----------------------------------- | ---- |
| 2020年 | 《全民星攻略》   | 第55屆金鐘獎益智及實境節目主持人獎  | 獲獎 |
| 2022年 | 《全民星攻略》   | 第57屆金鐘獎 益智及實境節目主持人獎 | 提名 |
| 2022年 | 《全明星運動會》 | 第57屆金鐘獎 益智及實境節目主持人獎 | 提名 |

## 外部連結
- 蔡尚樺的Facebook專頁
- 蔡尚樺的Instagram帳戶
- YouTube上的蔡尚樺頻道